# Le Vernet (Internierungslager)

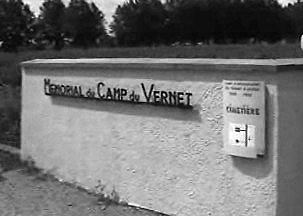
Gedenkstätte

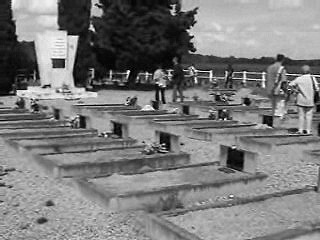
Friedhof und Mahnmal

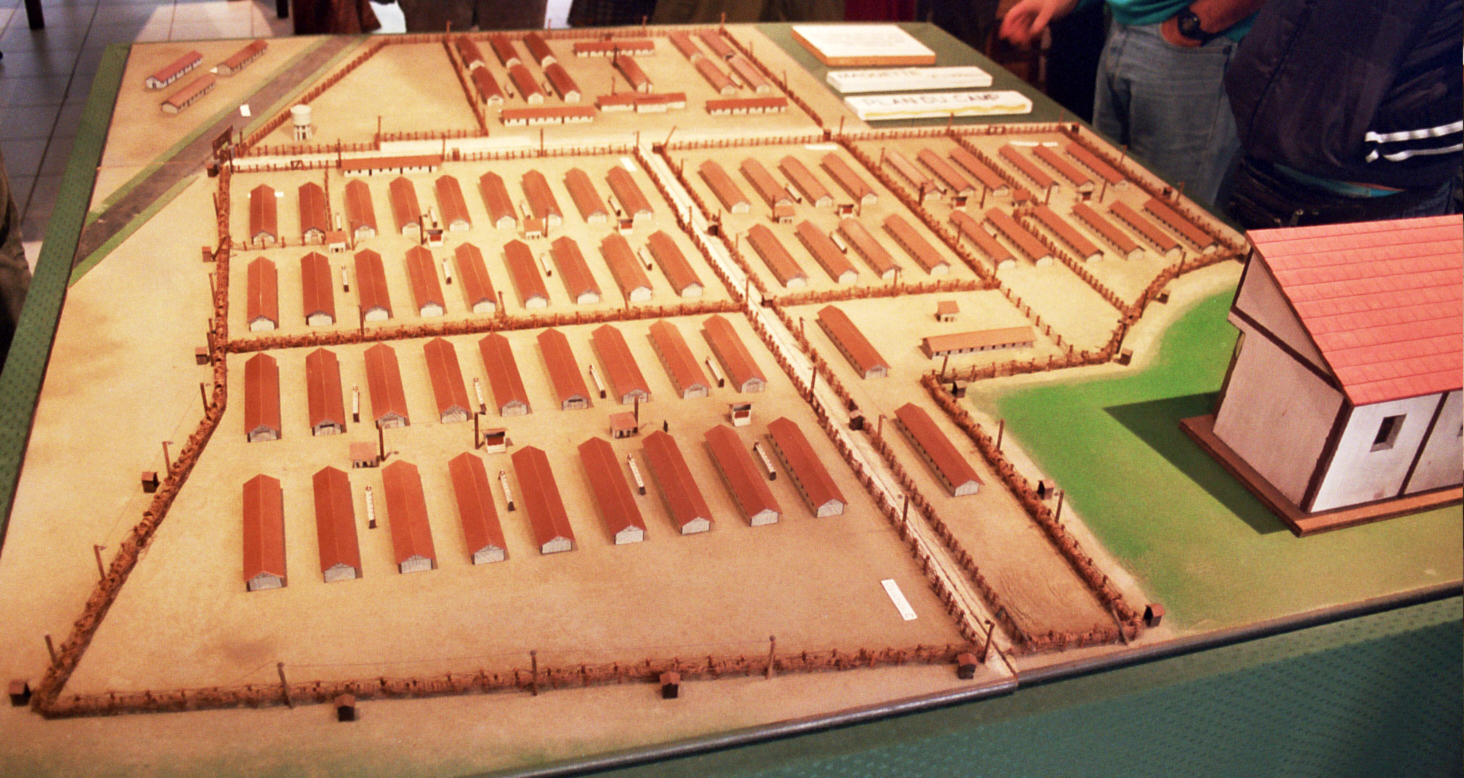
Modell des Lagers

Dienstbrief aus dem Internierungslager Le Vernet

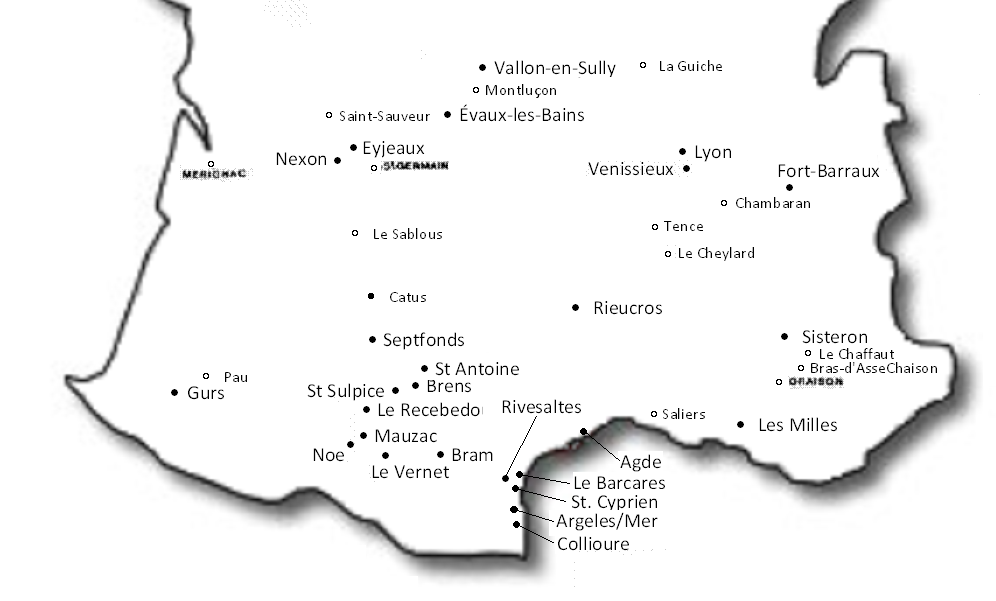
Internierungslager in Südfrankreich nach dem Ende des Spanischen Bürgerkrieges, 1939

Le Vernet war von 1918 bis 1920 sowie von 1939 bis 1945 ein Lager an der Nationalstraße 20 zwischen Le Vernet und Saverdun in den französischen Pyrenäen.

## Geschichte
1918 für senegalesische Kolonialtruppen errichtet, wurde es für österreichische und deutsche Gefangene des Ersten Weltkrieges umgebaut und später als Militärdepot verwendet.
Als im Februar 1939 die Front von Katalonien im spanischen Bürgerkrieg zusammenbrach, zogen sich die republikanischen Truppen nach Frankreich zurück. 12.000 Kriegsteilnehmer, viele davon Angehörige der Division Durruti, wurden bis Ende September 1939 in Le Vernet interniert. Mit Beginn des Zweiten Weltkrieges wurden ab Oktober 1939 als feindlich eingestufte Ausländer und Franzosen nach Le Vernet verbracht: deutsche und französische Kommunisten, Italiener, ausländische Juden, Elsässer, Lothringer, Belarussen, Bolschewiki und belgische Faschisten. In seiner Autobiographie Als Zeuge der Zeit beschreibt Arthur Koestler seine Internierung im Lager im Kapitel Abschaum der Erde. Nach der französischen Kapitulation im Juni 1940 gehörte das Lager zur freien Zone Frankreichs. Die Kundt-Kommission traf am 17. August 1940 hier 3728 Gefangene an, darunter „283 Reichsdeutsche, meist Juden“.
Nach der deutschen Besetzung im November 1942 der bislang noch freien Zone wurde zudem eine Vielzahl von Juden jeglichen Alters inhaftiert und bis Juni 1944 nach Dachau deportiert.
Das Lager war in verschiedene Quartiere unterteilt. So wurde Quartier A für kriminelle und B für politische Internierte verwendet. Unter dem Vichy-Regime fanden in Letzterem verschiedene Razzien durch die Gestapo statt.
Am 26. Februar 1941 kam es wegen der schlechten Lebensbedingungen zu einem Aufstand, der niedergeschlagen wurde und zu Gefängnisstrafen oder Auslieferung der (überwiegend kommunistischen) Anführer führte.
Im Winter 1941/42 starben im Lager 800 Menschen an Epidemien. Am 15. Juni 1944 besetzten deutsche Truppen das Lager, lösten es auf und füllten es kurzzeitig mit eigenen Gefangenen bzw. Angehörigen der Legion Turkestan, bevor es kurz darauf endgültig geschlossen wurde. Im Lager waren im Juni 1944 etwa 40.000 Personen aus 58 Nationen interniert.
Ab 1946 wurden deutsche Kriegsgefangene, die mit Schiffen aus den US-Gefangenenlagern in Frankreichs Häfen ankamen, von den Amerikanern entlassen, jedoch nach der Entlassung sofort von den französischen Behörden wieder in Gefangenschaft genommen. Aufgrund des Indochinakriegs wurde verstärkt für die Fremdenlegion geworben. Die Gefangenen konnten sich auch für den Arbeitseinsatz in der Landwirtschaft entscheiden. Alle Gefangenen wurden bis zum Jahre 1948 entlassen.
1970 zerfielen die letzten Baracken des Lagers, Friedhof und Bahnhof wurden hingegen konserviert.
Seit 1992 ist Le Vernet Nationaldenkmal stellvertretend für alle Internierungslager Frankreichs (le Mémorial National des Camps d’Internement en France).

## Bekannte Gefangene
- Max Aub, spanischer Schriftsteller und Sozialist
- Hermann Axen, deutscher Kommunist, Politiker der DDR
- Hans Baumgarten, deutscher Kommunist, Gewerkschaftsfunktionär[2]
- Erwin Blumenfeld, deutscher Fotograf jüdischer Herkunft
- Franz Bögler, deutscher Sozialdemokrat, später Landtagsabgeordneter in Rheinland-Pfalz
- Franz Dahlem, deutscher Kommunist, Politiker der DDR
- Léon Degrelle, belgischer Faschist der Rex-Bewegung
- Boris Djacenko, deutscher Schriftsteller und Kommunist
- Gerhart Eisler, deutscher Kommunist und Journalist
- Fritz Fränken, deutscher Kommunist
- Bruno Frei, österreichischer Kommunist
- Paul Frölich, deutscher Kommunist, Nachlassverwalter und Biograph Rosa Luxemburgs
- Kurt Goldstein, deutscher Kommunist jüdischer Herkunft
- Albert Gromulat, deutscher Kommunist
- Herbert Grünstein, deutscher Kommunist und Spanienkämpfer, später General der Volkspolizei
- Ljubomir Ilic (gen. Ljubo), Spanienkämpfer, später General in Jugoslawien
- Walter Janka, deutscher Kommunist
- Fritz Johne, deutscher Kommunist und Spanienkämpfer, später Botschafter der DDR in Kuba
- Alfred Katzenstein, deutscher Psychologe, Psychotherapeut und Widerstandskämpfer
- Alfred Klahr, österreichischer Kommunist
- Arthur Koestler, Schriftsteller, der im Lager an seinem Roman Sonnenfinsternis arbeitete
- Franz Kummer, österreichischer Politiker und Widerstandskämpfer
- Rudolf Leonhard, deutscher Kommunist jüdischer Herkunft und Schriftsteller
- Luigi Longo italienischer Kommunist
- Paul Merker, deutscher Kommunist
- Heinz Priess (Spanienkämpfer), deutscher Kommunist
- Alexandre Putjatin (Poutiatine), Monarchist
- Siegfried Rädel, deutscher Kommunist
- Josef Raab, deutscher Kommunist, antifaschistischer Widerstandskämpfer, zeitweise Kommandant des Thälmann-Bataillons im Spanischen Bürgerkrieg
- Heinrich Rau, deutscher Kommunist
- Gustav Regler, deutscher Schriftsteller
- Francesc Sabaté Llopart, spanischer Anarchist
- Johann Lorenz Schmidt (László Radványi), ungarischer Soziologe und Wirtschaftswissenschaftler aus Deutschland
- Nikolas Tchorbadieff, bulgarischer Anarchist
- Hans Venedey deutscher Sozialdemokrat, nach dem Ende des Nationalsozialismus Innenminister von Großhessen
- Ludwig Weil
- Friedrich Wolf, deutscher Schriftsteller und Kommunist